# 시킴주의 문장

시킴주의 문장

시킴주의 문장은 인도 시킴주를 상징하는 문장이다. 1877년에 제정된 이후에 시킴 왕국과 남걀 왕조를 상징하는 문장으로 사용되었다. 1975년에 시킴주가 인도에 편입되어 군주제가 폐지된 이후에도 시킴주 정부를 상징하는 문장으로 사용되고 있다.
문장 가운데에 있는 방패 안쪽에는 12개의 작은 고리들에 둘러싸인 연꽃이 그려져 있는데 연꽃은 순수를 의미한다. 연꽃 문양의 왕좌는 불교 미술에서 계몽을 의미하는 중요한 받침대로 여겨졌다. 12개의 작은 고리는 불교의 12개의 연기를 의미한다.
방패 위쪽에는 유럽의 문장에서 볼 수 있는 헬멧이 그려져 있다. 헬멧 위쪽에는 오른쪽을 가리키는 조가비가 그려져 있는데 조가비는 듣기 좋을 정도로 아름답고 깊게 퍼지는 달마의 소리를 의미한다. 불교에서 소라는 무지의 깊은 잠에서 제자들을 깨우고 타인의 복지를 위해 스스로 복지를 이루도록 촉구한다. 방패 양쪽에는 드래곤이 그려져 있으며 방패 아래쪽에 그려진 리본에는 "정복자의 3가지 세계"(티베트어: ༄༅།ཁམས་གསུམ་དབང་འདུས།)라는 구절이 티베트어로 쓰여져 있다.

## 같이 보기
- 시킴주의 기